# Kerstin Hartmann
Kerstin Hartmann (Ulm, 14 de junio de 1988) es una deportista alemana que compitió en remo.
Ganó cuatro medallas en el Campeonato Europeo de Remo entre los años 2010 y 2016. Participó en dos Juegos Olímpicos de Verano, ocupando el sexto lugar en Londres 2012 y el octavo en Río de Janeiro 2016, en la prueba de dos sin timonel.

## Palmarés internacional
| Campeonato Europeo | Campeonato Europeo          | Campeonato Europeo | Campeonato Europeo |
| Año                | Lugar                       | Medalla            | Prueba             |
| ------------------ | --------------------------- | ------------------ | ------------------ |
| 2010               | Montemor-o-Velho (Portugal) | Medalla de plata   | Dos sin timonel    |
| 2013               | Sevilla (España)            | Medalla de plata   | Dos sin timonel    |
| 2014               | Belgrado (Serbia)           | Medalla de bronce  | Ocho con timonel   |
| 2016               | Brandeburgo (Alemania)      | Medalla de plata   | Dos sin timonel    |